# Jonne
Jonne ist ein finnischer männlicher sowie ein niederländischer Vorname.
In beiden Fällen handelt es sich um eine Koseform von Jon, der sich von Jonas („Taube“) oder Johannes („der HERR ist gnädig“) ableitet.

## Namensträger
- Jonne Hjelm (* 1988), finnischer Fußballspieler
- Jonne Järvelä (* 1974), finnischer Gitarrist, Sänger und Komponist

## Sonstiges
- Jonne (Polen), Dorf im polnischen Landkreis Powiat Żuromiński